# Google Play
Google Play, voorheen Android Market, is de applicatie en website waarmee apps kunnen worden geïnstalleerd op mobiele telefoons en tablets die draaien op Android. Het is de Android-tegenhanger van App Store van Apple.
Google Play wordt beheerd door Google. Om apps te kunnen downloaden en installeren is een Google-account noodzakelijk. Tijdens het aanmaken van een Google-account moet een e-mailadres (van Gmail of een andere dienst) opgegeven worden.
De Verordening digitale diensten beschouwt Google Play als een zeer groot onlineplatform, en legt bijhorende verplichtingen op.

## Betaalde en gratis apps
Via de Play Store kan men zowel gratis als betaalde apps en games downloaden en installeren.
Veel van de gratis aangeboden software betreft adware en vaak heeft de gebruiker de mogelijkheid om te upgraden naar een betaalde versie zonder advertenties en eventueel extra mogelijkheden.
Via Google Play (zowel via de Play Store-app op de smartphone als via de normale Google Play-website) kan men filteren op betaalde en gratis apps. Ook games en overige apps zijn apart te raadplegen.
Van de betaalde apps gaat 70% van de prijs naar de ontwikkelaars, de overblijvende 30% wordt verdeeld onder de carriers en de betaalfirma, Google neemt zelf geen percentage.
Sinds 29 augustus 2014 is er een applicatie beschikbaar genaamd "Google Opinion Rewards". Het is een app waarbij de gebruiker een enquête krijgt in de notificatiebar. Nadat de gebruiker een hele enquête heeft ingevuld, krijgt de gebruiker maximaal 75 eurocent. Het geld kan de gebruiker gebruiken voor Play Store, Play Books, Play Music en Play Games.

## Betaling
Voor apps waarvoor eenmalig of periodiek moet worden betaald, gebeurt dit via een Google Play-tegoed (ook Google Play-saldo genoemd). Dit kan worden gevoed door:
- Mastercard of Visa;
- cadeaucode of -kaart (online en in winkels verkrijgbaar zonder extra kosten);
- PayPal;
- iDEAL (in Nederland  bij sommige banken).

Soms kan ook worden betaald via de telefoonrekening.

## Doelgroepen

Logo van de Play Store, die op veel Android-apparaten voorgeïnstalleerd staat

Google Play heeft twee doelgroepen:

### Eindgebruikers
Allereerst de users ofwel eindgebruikers. Dit zijn alle gebruikers van een Android-toestel die apps of games willen downloaden en installeren voor hun toestel. Google Play is alleen beschikbaar vanuit ondersteunde landen. Er zijn twee lijsten: de landen waar alle gratis applicaties te downloaden zijn en de landen waar ook de betaalde applicaties verkrijgbaar zijn. In principe zijn alle landen waar de Android-toestellen officieel verkrijgbaar zijn ondersteund.

### Ontwikkelaars
De andere belangrijke doelgroep zijn de zogenaamde developers ofwel softwareontwikkelaars. Zij kunnen de door hen gemaakte applicaties aanbieden via Google Play. Bij betaalde applicaties draagt Google zorg voor de verrekening met de koper van de applicaties. Om via Google Play applicaties aan te bieden en eventueel te verkopen stelt Google een aantal eisen. De ontwikkelaar moet akkoord gaan met deze terms of use voordat hij in staat is om applicaties via het platform aan te bieden.
Om de applicaties te verkopen (dus geld te vragen om de applicatie te kunnen downloaden en installeren) heeft de aanbieder een Google Wallet-account nodig. Alleen aanbieders vanuit een beperkt aantal landen kunnen op dit moment een Google Wallet-account aanmaken, maar Google geeft aan dat het aantal landen zal worden uitgebreid. Ook aanbieders van gratis applicaties moeten in een zogenaamd ondersteund land worden, maar die lijst is aanzienlijk uitgebreider.
Via de help-pagina's van Google Play is een Getting Started-handleiding beschikbaar voor ontwikkelaars en/of aanbieders van applicaties voor de Android-toestellen.
In tegenstelling tot de iPhone/iPad en andere Apple-producten waarvoor de applicaties alleen via de eigen App Store (en iTunes store) verspreid mogen worden mogen Android-toepassingen ook buiten Google Play worden verkocht. Zo kan een aanbieder ook software aanbieden die niet voldoet aan alle eisen van Google Play (bijvoorbeeld omdat de inhoud ongeschikt wordt geacht voor verspreiding via de Play Store. De versie die via de Play Store wordt aangeboden moet uiteraard wel voldoen aan alle eisen.

## Statistieken
Het aantal aangeboden applicaties verkrijgbaar via de Play Store is snel gegroeid. In maart 2009 waren er volgens de technisch directeur van T-Mobile (VS) 2.300 applicaties beschikbaar. Volgens de statistieken die online beschikbaar zijn zou het totaal aantal beschikbare games en applicaties in juni 2012 op meer dan 600.000 liggen en het totaal aantal gedownloade applicaties boven de 20 miljard. In oktober 2012 werden er in totaal 25 miljard downloads geteld en zijn er meer dan 700.000 applicaties beschikbaar. In het derde kwartaal van  2022 is het aantal apps toegenomen tot 3,55 miljoen.
De verhouding tussen gratis applicaties en betaalde applicaties laat zien dat de meest opgevraagde apps de gratis apps zijn. Alleen bij de applicaties die minder dan 50 keer gedownload zijn is het aantal betaalde apps net iets hoger dan de gratis apps, maar in alle andere categorieën winnen de gratis apps het. In juni 2010 zou de verhouding tussen gratis en betaalde apps in het voordeel van de gratis apps uitkomen met 57% van het aanbod (onafhankelijk van het aantal keren dat een app opgevraagd is, dit cijfer betreft het totale aanbod). Dit zou ruim tweemaal zoveel zijn als het percentage gratis apps via de App Store van Apple.
In het weekend van 5 december 2011 werd het aantal van 10 miljard gedownloade apps bereikt. In maart 2013 is de teller 25 miljard gedownloade apps gepasseerd.

## Nieuw in Google Play
De grootste verandering bij de overgang van Android Market naar Google Play was het samengaan van verschillende diensten, al was dat in Nederland en België destijds niet te merken omdat veel van deze diensten daar nog niet beschikbaar waren. De samengevoegde diensten zijn: Google Play, Google Play Books, Google Play Music en Google Play Films (deze waren al vanuit Android Market beschikbaar). Androidtoestellen met Android 2.1 of lager ontvangen de update naar de Play Store niet. Magazines en televisieseries zijn op dit moment nog niet beschikbaar in België en Nederland.

## Overige Google Play-services

### Google Play Music

YouTube Music-logo

In België wordt Google Play Music sinds april 2013 aangeboden, in Nederland sinds 1 oktober 2013. Gebruikers kunnen tot 100.000 eigen nummers uploaden en vanuit de cloud afspelen in de browser of met de Google Music Player op Android, iOS en via een webbrowser. Google Play Music is in 2020 vervangen door YouTube Music.

### Google Play Games
Google Play Games is een game launcher van Google. Hier kun men games vinden die vanuit de Google Play Store zijn gedownload. De gebruiker kan hier ook games direct vanuit Google Play Games downloaden. Er is ook toegang tot ingebouwde games gemaakt door Google.

### Google Play Books
Google Play Books is een boekenservice van Google. Hier kun de gebruiker boeken vinden die deze vanuit de Google Play Store heeft gekocht. Er zijn ook luisterboeken te vinden. Het is ook mogelijk om er .epub-bestanden te openen.

### Google Play Movies

Google TV-logo

Google Play Movies is een digitale videotheek gemaakt door Google. Google Play Movies heet sinds 2020 Google TV. En daarvoor tijdelijk Google Films & Series.

### Google Play Console
Op Google Play Console kunnen ontwikkelaars hun apps op Google Play zetten.

### All Access
Voor een vast bedrag per maand kan muziek gestreamd worden, vanuit de browser of met een Android- of iOS-apparaat.

### Google Play Services

Google Play Services-pictogram

Google Play Services is een cruciaal systeemproces voor Android-telefoons om Google Play te laten werken.

## Alternatieve applicaties
Intussen bestaan er al meer dan 20 sites en apps vergelijkbaar met Google Play, die vaak ook aan alle veiligheidsvereisten voldoen. Het gaat onder meer om AppAdvocate, Androlib, AppBrain en Fossdroid.
Downloads uit andere bronnen dan de Play Store worden in Android-smartphones standaard geblokkeerd. Gebruikers kunnen deze blokkering echter opheffen bij de veiligheidsinstellingen van het apparaat.